# Menars
Menars – miejscowość i gmina we Francji, w Regionie Centralnym, w departamencie Loir-et-Cher.
Według danych na rok 1990 gminę zamieszkiwało 551 osób, a gęstość zaludnienia wynosiła 122 osoby/km² (wśród 1842 gmin Centre, Menars plasuje się na 644. miejscu pod względem liczby ludności, natomiast pod względem powierzchni na miejscu 1377.).

## Zabytki
- zamek zaliczany do zamków nad Loarą.